# Hérépian
Hérépian is een gemeente in het Franse departement Hérault (regio Occitanie). De plaats maakt deel uit van het arrondissement Béziers. Hérépian telde op 1 januari 2022 1.559 inwoners.

## Geografie
De oppervlakte van Hérépian bedroeg op 1 januari 2022 8,77 vierkante kilometer; de bevolkingsdichtheid was toen 177,8 inwoners per km².

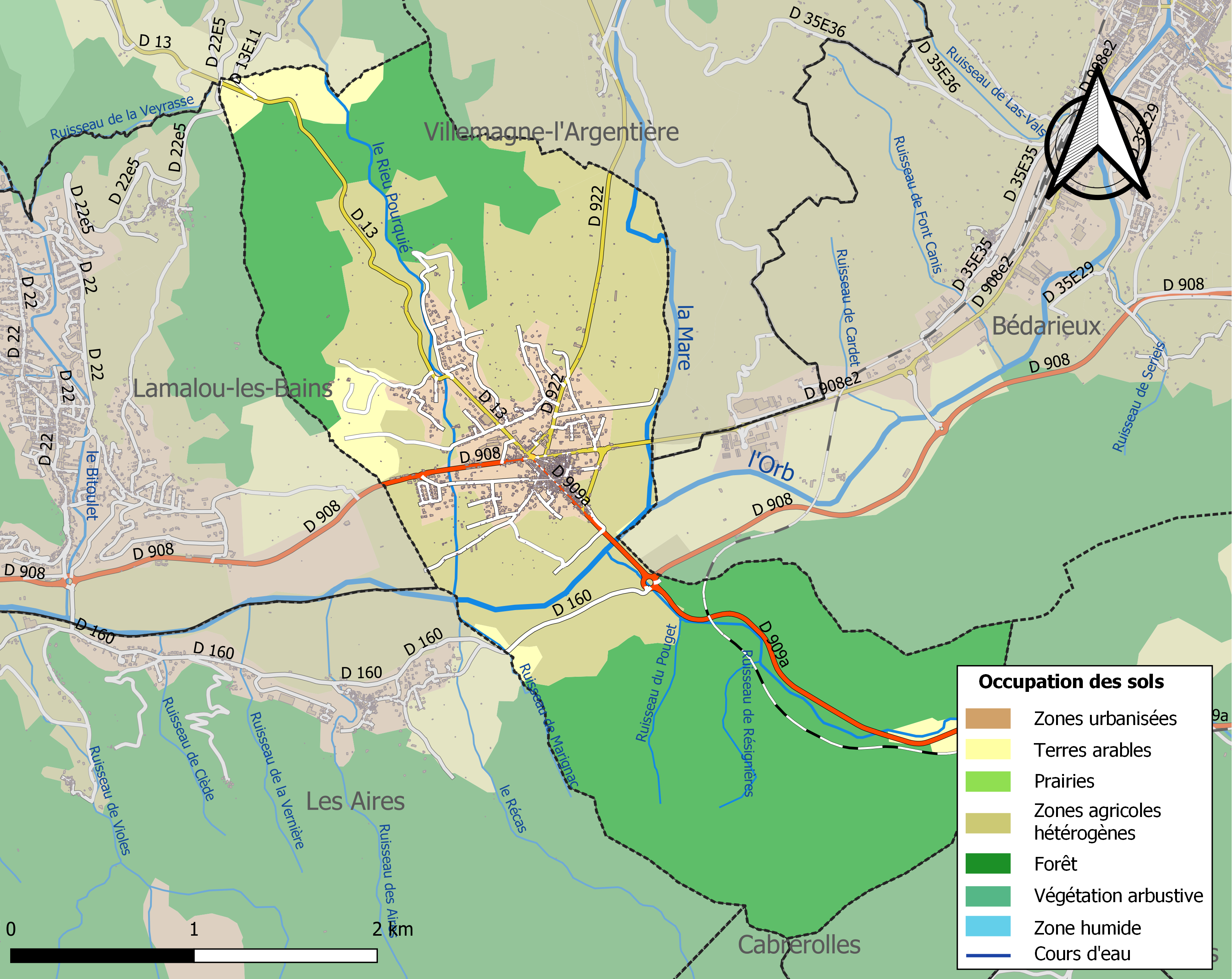
Kaart van de gemeente met belangrijkste infrastructuur, bodemgebruik en omliggende gemeenten

## Demografie
Onderstaande figuur toont het verloop van het inwonertal (bron: INSEE-tellingen).